# 그대와 영원히
《그대와 영원히》(Forever With You)는 한국에서 제작된 유현목 감독의 1958년 드라마 영화이다. 이룡 등이 주연으로 출연하였고 방대훈 등이 제작에 참여하였다.

## 출연

### 주연
- 이룡
- 이훈
- 도금봉
- 최남현
- 이빈화
- 장민호
- 최봉
- 김승호

## 기타
- 조명: 고해진
- 녹음: 이경순
- 미술: 이봉선